# Boscia albitrunca
Boscia albitrunca (также известно как пастушье дерево) — охраняемое дерево в Южной Африке. Видовой эпитет «albitrunca» относится к часто белому стволу. Традиционно дерево использовалось голландскими поселенцами, для создания разновидности кофе, получаемого из корней дерева. Это вечнозеленое дерево, произрастающее в южной и тропической Африке, живущее в жарких, сухих и часто солоноватых низменных районах, иногда на обильных известняках или иногда встречается в каменистой местности. Это обычное дерево Калахари, Бушвелда и лоувелда. Это одно из самых важных кормовых деревьев в Калахари

## Ботаническое описание
Это дерево вырастает до 10 мeтра в высоту, но обычно намного меньше. У него выдающийся, крепкий белый ствол, часто с полосками грубой темной коры. Крону часто обгладывают антилопы и все травоядные животные, которые могут дотянуться до листвы, в результате чего образуется заметная уплощенная нижняя сторона или линия листвы. Листья узкие, продолговатые и жесткие, с неясными прожилками, за исключением отчетливой средней жилки. Цветки мелкие, зеленовато-жёлтые, в форме звезды, собраны в пучки. Плоды на сочлененной ножке, около 10 мм в диаметре, с хрупкой кожицей, беловатой мякотью и крупной сердцевиной. У образца, найденного в центральной части Калахари в 1974 году, корни простирались на глубину 68 м, что делает его растением с самыми глубокими известными корнями.

## Отношение к семейству
Boscia albitrunca относится к семейству каперсовых Capparaceae. Маринованные каперсы готовятся из нераскрывшихся почек европейских представителей этого семейства. Boscia albitrunca тесно связана с Boscia foetida, у которой гораздо меньшие листья и бархатистые плоды. Род был назван в честь Луи Боска, французского профессора сельского хозяйства.

## Галерея

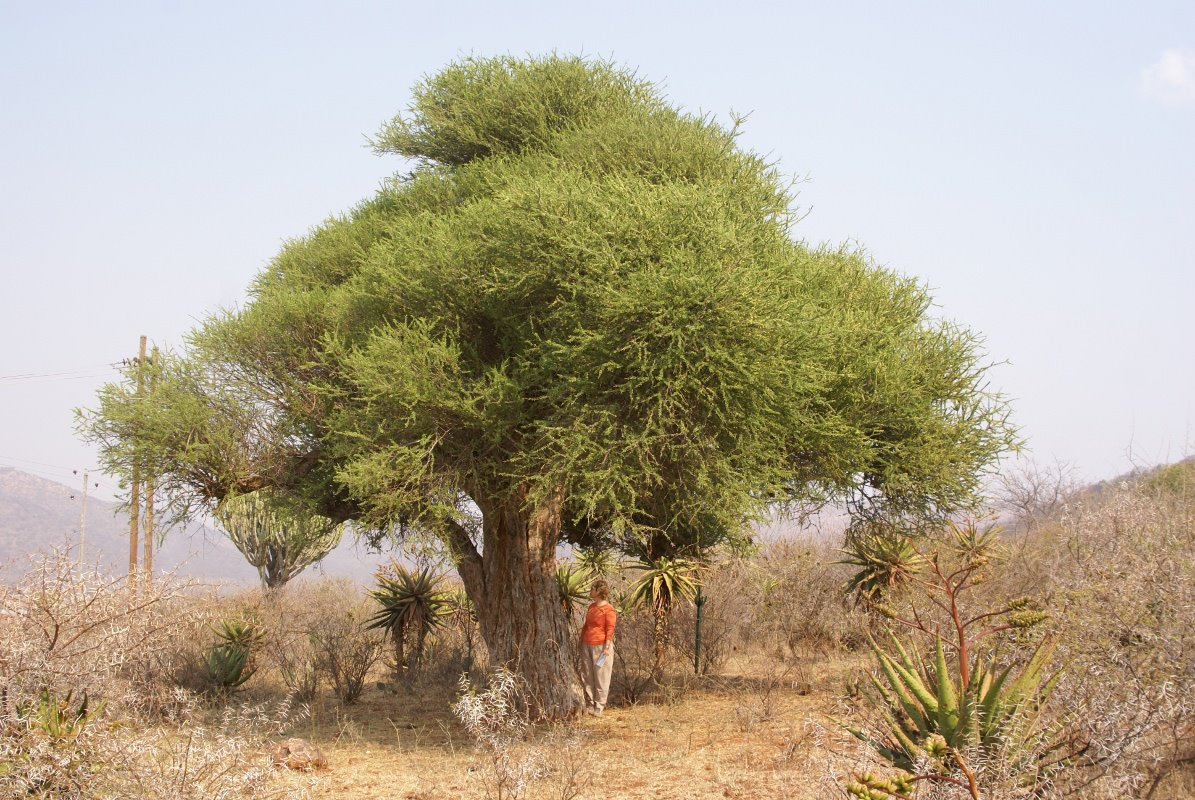
Образец с четкой линией побега, Лимпопо
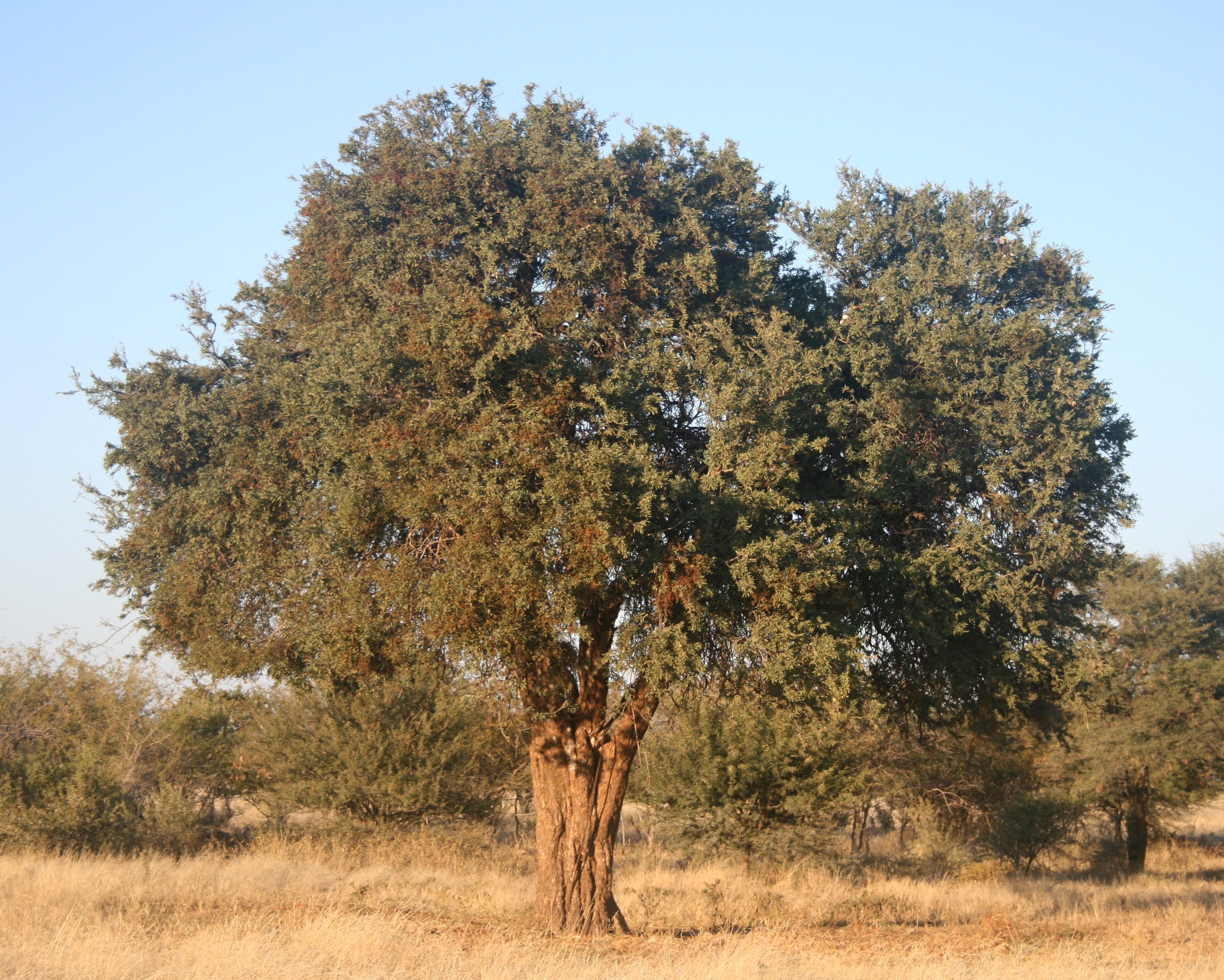
Образец с кроной, покрытой омелой с красными ягодами, Лимпопо
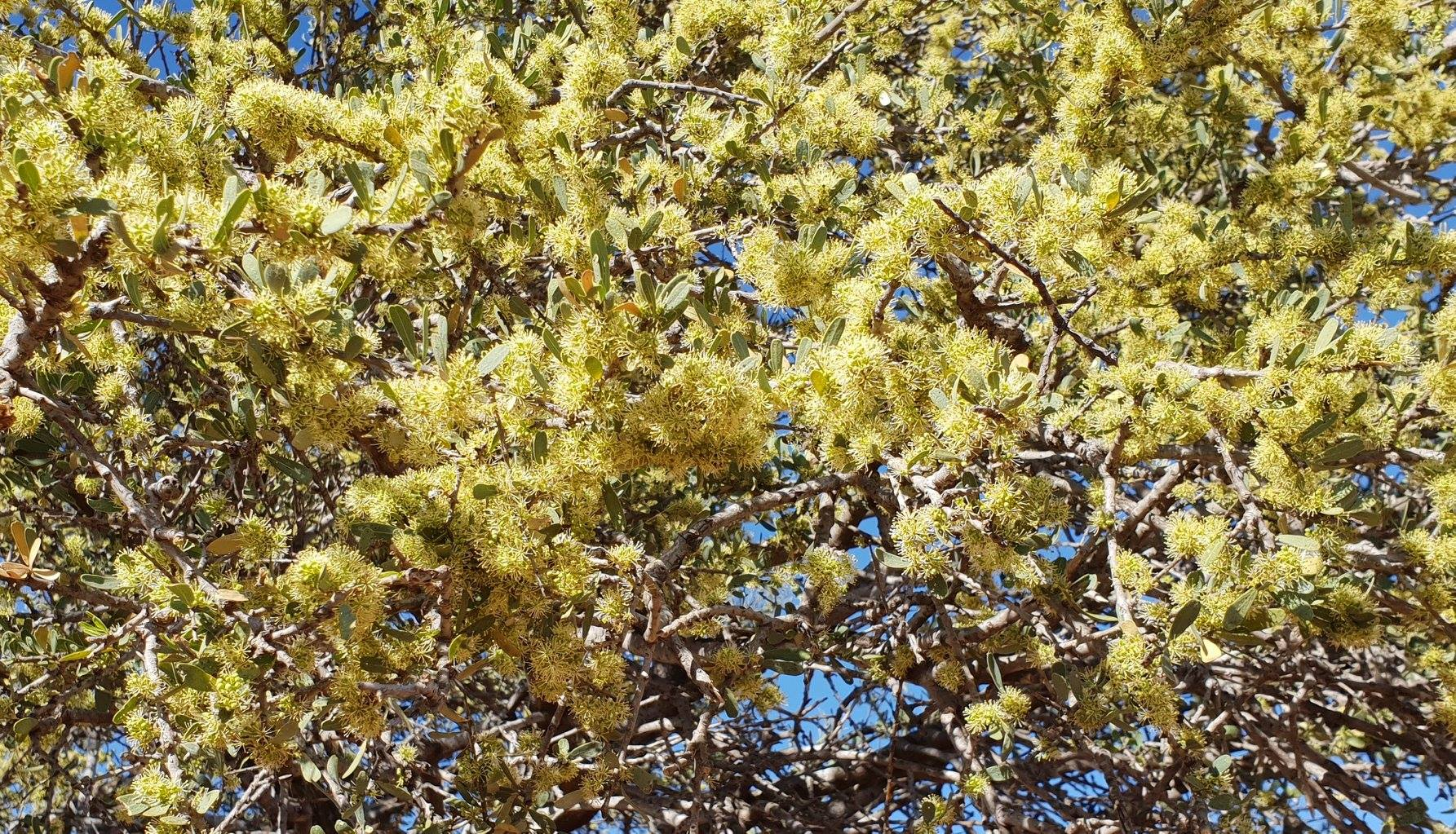
Цветение в конце зимы, Лимпопо
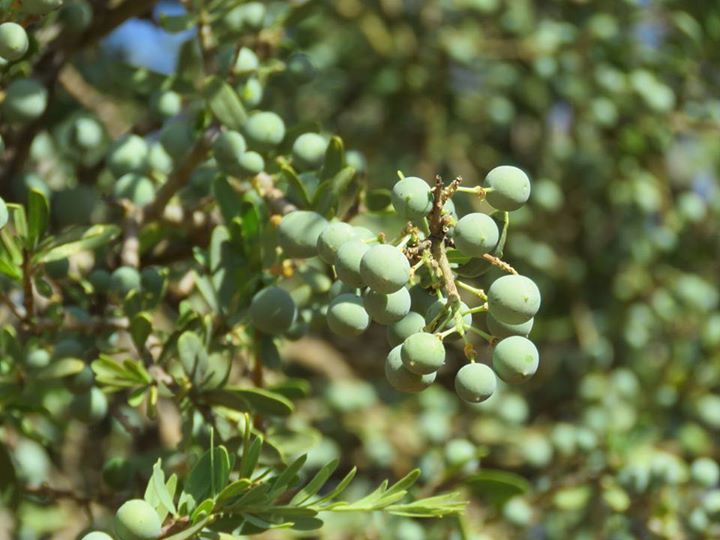
Зелёные плоды весной, Калахари
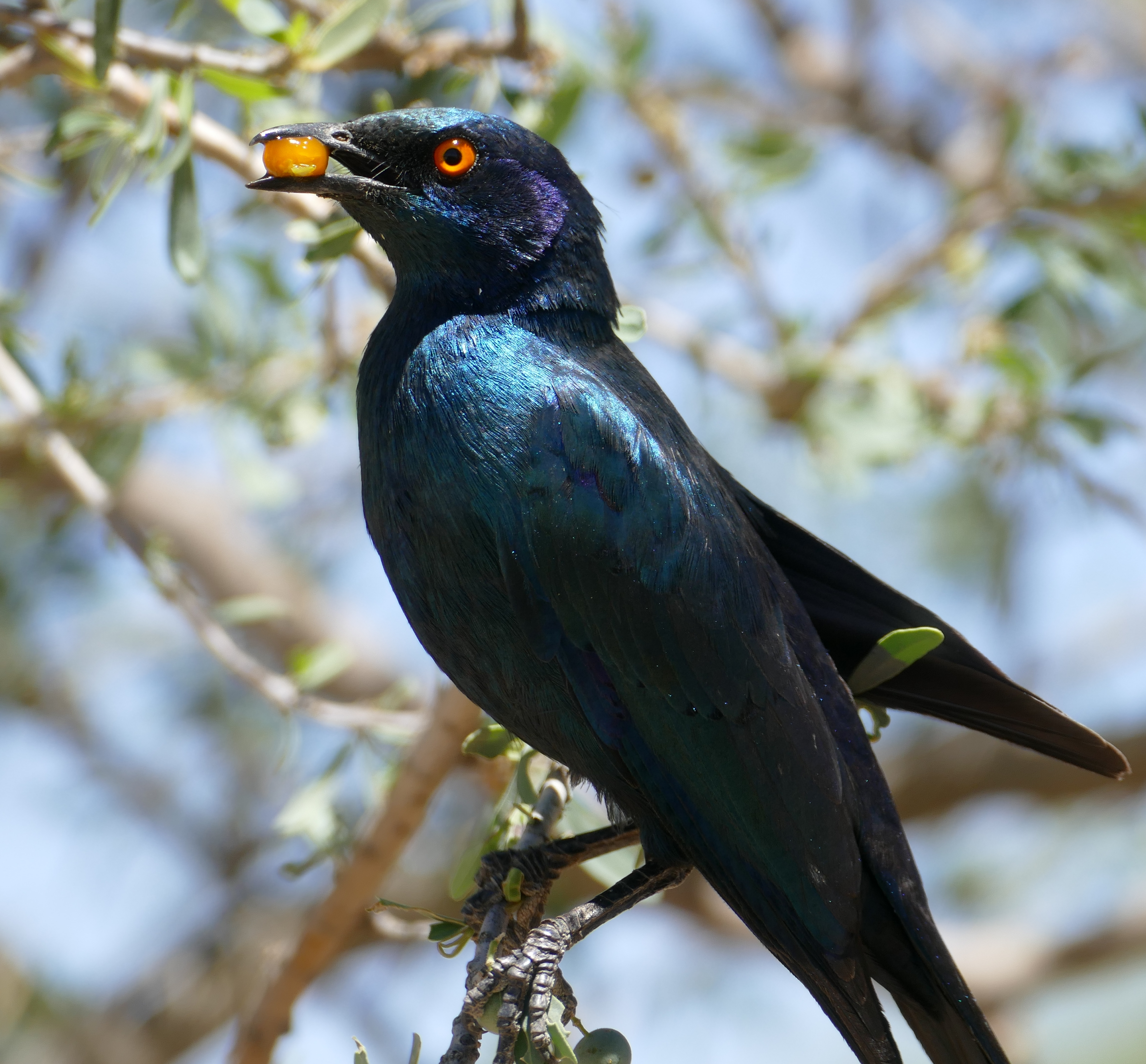
Спелый плод, съеденный капским скворцом, раннее лето, парк Кгалагади